# 1920 في البرازيل
فيما يلي قوائم الأحداث التي وقعت خلال عام 1920 في البرازيل.

## سياسة

### انتهاء فترة المنصب
- 1 يوليو – ديلفيم موريرا نائب رئيس البرازيل [الإنجليزية]‏.

## ظهور
- 1 يناير – سرتانيجو

## مواليد

### أغسطس
- 5 أغسطس – لويس كارلوس جانكويرا
- 28 أغسطس – جايمي دي ألميدا

## وفيات

### يوليو
- 1 يوليو – ديلفيم موريرا (مواليد 1868)